# Список самых высоких маяков
Ниже представлен список самых высоких маяков мира. Список взят из работы, опубликованной на сайте Университета Северной Каролины (США). Кроме того, первые три строчки в данном списке занимают конструкции, не являющиеся «традиционными маяками», то есть изначально предназначенные для другой цели, но тем не менее имеющие сигнальные огни для безопасного судоходства. Высоты маяков США взяты с сайта Береговой охраны, высоты маяков других стран — из «Списка маяков», публикуемого Национальным агентством геопространственной разведки, с сайта emporis.com, а также присутствуют альтернативные источники.

## Список маяков
Сортировка — по убыванию высоты. Знак равенства = после порядкового номера означает, что несколько маяков имеют одинаковую высоту.
| № п/п | Название                                  | Местонахождение                                                       | Фото     | Высота, м | Год начала работы | Комментарии, примечания, ссылки |
| ----- | ----------------------------------------- | --------------------------------------------------------------------- | -------- | --------- | ----------------- | --- |
| —     | Маяк Джидды                               | Саудовская Аравия, Мекка, Джидда                                      | ещё фото | 131,4—133 | 1990              | Самый высокий маяк Азии и всего мира. См. также список маяков Саудовской Аравии. |
| —     | Мемориал Победы Перри и мира во всём мире | США, Огайо, Оттава, Пут-ин-Бэй                                        | ещё фото | 107,3     | 1915              | Самый высокий маяк Северной Америки и всего западного полушария. Мемориал сооружён в честь Оливера Перри, одержавшего победу в сражении на озере Эри (1813). См. также список маяков США.                                             |
| —     | Морская башня                             | Япония, Канто, Канагава, Иокогама, Нака                               | ещё фото | 106       | 1961              | Самый высокий маяк Японии. Не работал с декабря 2006 года по май 2009 года, после чего отреставрирован и открыт заново. См. также список маяков Японии.                                                                               |
| 1     | Маяк острова Вьерж                        | Франция, Бретань, Финистер, Плугерно                                  | ещё фото | 82,5      | 1902              | Самый высокий маяк Европы, самый высокий «традиционный маяк» в мире. В непосредственной близости расположен «старый маяк» высотой 31 метр, работавший с 1845 по 1902 год. См. также список маяков Франции.                            |
| 2     | Ла Лантерна                               | Италия, Лигурия, Генуя,                                               | ещё фото | 77        | 1543              | Самый высокий маяк Италии и Средиземного моря. См. также список маяков Италии. |
| 3     | Гатвиль                                   | Франция, Нижняя Нормандия, Манш, Гатвиль-ле-Фар                       | ещё фото | 74,8—75,3 | 1835              | |
| 4     | Лесной Мол Створный Задний                | Россия, Санкт-Петербург                                               | ещё фото | 73        | 1986+             | Самый высокий маяк в России. Самый высокий створный (обязательно работающий в паре) маяк в мире. См. также список маяков России. |
| 5     | Мулантоу                                  | Китай, Хайнань, Вэньчан                                               | ещё фото | 71,9—72,2 | 1995              | Самый высокий маяк в Китае. См. также список маяков Китая. |
| 6     | Байсямень                                 | Китай, Хайнань, Хайкоу, о. Хайдянь                                    | ещё фото | 71,9      | 2000+             | |
| 7     | Стороженский маяк                         | Россия, Ленинградская область, Волховский р-н, д. Сторожно            | ещё фото | 71        | 1907              | |
| 8     | Пунта-Пенна                               | Италия, Абруццо, Васто                                                | ещё фото | 70,1      | 1948              | |
| 9     | Осиновецкий маяк                          | Россия, Ленинградская область, Всеволожский р-н, пос. Ладожское Озеро | ещё фото | 70        | 1910/1911         | [ 21 ] [ 22 ] |
| 10=   | Витториа                                  | Италия, Фриули — Венеция-Джулия, Триест                               | ещё фото | 68—68,9   | 1927              | [ 26 ] |
| 10=   | Кордуан                                   | Франция, Аквитания, Жиронда, Ле-Вердон-сюр-Мер                        | ещё фото | 68        | 1611              | Старейший функционирующий маяк Франции. Первый маяк страны, внесённый в список исторических памятников (1862). |
| 12    | Рекалада-а-Баия-Бланка                    | Аргентина, Буэнос-Айрес, Монте-Эрмозо                                 | ещё фото | 67,1      | 1906              | Самый высокий маяк Аргентины, Южной Америки и всего южного полушария. |
| 13=   | Планье                                    | Франция, Прованс — Альпы — Лазурный Берег, Буш-дю-Рон, Марсель        | ещё фото | 66,4      | 1959              | Маяк, без освещения, в виде ярко-белого столба, был возведён на этом месте ещё в 1326 году. С 1774 по 1944 год маяк имел огонь, но был уничтожен немецкими войсками в ходе Второй мировой войны. Нынешняя башня работает с 1959 года. |
| 13=   | Маяк Маасвлакте                           | Нидерланды, Южная Голландия, Роттердам, Европорт, Маасвлакте          | ещё фото | 66,4      | 1974              | Самый высокий маяк в Нидерландах. Не работает с 2008 года. См. также список маяков Нидерландов. |
| 15=   | Маяк Кампена                              | Германия, Нижняя Саксония, Аурих, Крумхёрн, д. Кампен                 | ещё фото | 64,9—65,3 | 1891              | Самый высокий маяк в Германии. См. также список маяков Германии. |
| 15=   | Д’Экмюль                                  | Франция, Бретань, Финистер, Пенмарк                                   | ещё фото | 64,9      | 1897              | |
| 15=   | Свиноуйсьценский маяк                     | Польша, Западно-Поморское, Свиноуйсьце                                | ещё фото | 64,6—64,9 | 1857              | Самый высокий маяк Польши. Самый высокий кирпичный маяк в мире. См. также список маяков Польши. |
| 18    | Аджигольский маяк                         | Украина, Херсонская область                                           | ещё фото | 64        | 1911              | Самый высокий маяк Украины. См. также список маяков Украины. |
| 19    | Маяк мыса Хаттерас                        | США, Северная Каролина, Дэйр, Бакстон                                 | ещё фото | 61—63,4   | 1870              | |
| 20    | Чипионский маяк                           | Испания, Андалусия, Кадис, Чипиона                                    | ещё фото | 62,5      | 1867              | Самый высокий маяк Испании. |
| 21=   | Бари                                      | Италия, Апулия, Бари                                                  | ещё фото | 61,9      | 1869              | |
| 21=   | Авейру                                    | Португалия, Авейру, Ильяву                                            | ещё фото | 61,9      | 1893              | Самый высокий маяк Португалии. |
| 21=   | Калканхар                                 | Бразилия, Риу-Гранди-ду-Норти, Торус                                  | ещё фото | 61,9      | 1943              | Самый высокий маяк Бразилии. |